# Нина Бадрић
Нина Бадрић (Загреб, 4. јул 1972) хрватска је поп пјевачица.
Вишеструка је освајачица престижне награде Порин и једна је од најцјењенијих и најтрофејнијих музичара чија се популарност проширила и ван граница Хрватске. Са девет година пјевала је у дјечјем хору Звјездице, са којим је путовала по свијету, снимила неколико албума и стекла велико искуство у хорском и госпел пјевању. Свој први вијенац Године нестварне објављује 1995. за дискографску кућу Кроација рекордс, али већи успјех долази тек након дуета са Емилијом Кокић и изведбе Ја сам влак (1996). У Босни и Херцеговини проглашена је за најбољег страног извођача и добитница је музичког Оскара. Четири пута се такмичила на Дори (хрватско такмичење за песму Евровизије).
Дана 11. септембра 2006. Нина Бадрић се у интимној атмосфери у истарским Балама, удала за свог дугогодишњег дечка Бернарда Краснића.

## Биографија

### Звјездице
Нина Бадрић се родила 4. јула 1972. у Загребу. Похађала је основну школу „Отокар Кершовани“, која касније 1995. мијења име у Др Иван Мерз. Музиком се почиње бавити већ као деветогодишња девојчица, пјевајући у дјечјем хору Звјездице. Са Звјездицама је пропутовала готово читав свијет, снимила неколико албума и стекла велико музичко искуство у хорском и госпел певању. Нина није прва којој су Звјездице помогле у даљњој каријери, па тако након седам година проведених у збору, Нина одлази у студио гдје пјева пратеће вокале извођачима као што су Парни ваљак, Прљаво казалиште и други.

### Почетак успеха
Један од најзаслужнијих људи за њену музичку каријеру је покојни Дино Дворник, који јој је према њеним ријечима врло много помогао. Док је пјевушила уз радио у једном бутику у коме је радила, на вратима се појавио Дино Дворник, који је тада био велика хрватска звијезда. Дино је тада угасио радио и рекао јој да сад отпјева то исто без пратње. Био је врло импресиониран оним што је чуо и сутрадан је одмах са Нином обишао неколико дискографских кућа по Загребу.
Касније је имала свој први већи наступ на Croviziji, гдје је побиједила са пјесмом „Остављам те“, у сарадњи са Рајком Дујмићем, Јесенком Хоуром и својим првим менаџером Данијелом Колетићем. Убрзо након тога потписује свој први професионални уговор са издавачком кућом Croatia Records и 1995. објављује свој први вијенац Године нестварне. Тонски сниматељ на албуму били су Тихомир Борошак и Дејан Пармак, а извршни продуцент је био Денис Цурман, док је материјал миксован и сниман у студију Нострадамус. Албум је врло добро прошао код публике, међутим Нина први већи успјех бележи у дуету са пјевачицом Емилијом Кокић и пјесмом „Ја сам влак“.

### Успјех и даља каријера
Након тога следи вријеме Нинине успјешне музичке каријере, која долази на врхунац објављивањем албума Personality из 1997, за издавачку кућу Zg Zoe Music. Албум је најпродаванији у годинама 1997. и 1998, а Нина са њим осваја два Порина, и то за најбољу женску вокалну интерпретацију и за најбољи албум поп и забавне музике. Такође обрада песме I'm so excited од америчког R&B састава The Pointer Sisters, јој доноси и инострани успјех.
Након тога, 1999. објављује албум Unique, на којем се налази 13 композиција од којих се двије појављују у двије верзије, Woman in love у обичној и ремикс и „По добру ти ме памти“ у вокалној и инструменталној.
Синглом Нек ти буде као мени, Нина најављује свој четврти албум под називом Нина, који излази 2000, под ознаком Croatie Records. Материјал на албуму се састоји од дванаест пјесама и њихови аутори су Дарко Јурановић (продуцент албума), Ивана Хусар, Сандра Сагена, Брешковић Brothers, Baby Dooks, Мирослав Лесић, Александра Ковач, Соња Ковач, Предраг Мартињак, Миро Видовић, Нино Млинац, Fresh Jay и Нина Бадрић. Уз ову екипу на снимању, које је обављено у загребачком студију Morris, учествовали су и бројни други музичари. Албум Нина доноси и други сингл „Ако кажеш да ме не волиш“, за који је снимљен и видео-спот. 2003. објављује компилацију Collection и студијски албум Љубав. Албум Љубав садржи тринаест пјесама, од којих су две објављене као синглови, Чаробно јутро (изведена на такмичењу Дора) и За добре и лоше дане. Материјал је снимљен у загребачком студију Morris, а на њему је опет судјеловала бројна група музичара.
Великим солистичким концертом који је одржан 14. фебруара 2005. (Валентиново) у Дому спортова у Загребу, Нина је обиљежила врхунац своје музичке каријере. Концерт је био и хуманитарног карактера с којим је Нина подржала акцију УНИЦЕФ-а за збрињавање напуштене дјеце. Посебно за ову прилику Нина је припремила своје старе хитове у новом аранжману, које су обрадили Анте Гело и Дарко Јурановић. Концерт је сниман и исте године излази уживо албум на двоструком ЦД-у, Љубав за љубав - Live, којег објављује издавачка кућа Aquarius Records. Материјал се састојао од 23 пјесме, које су покриле читаву дотадашњу Нинину музичку каријеру.
У новембру 2007, излази њен седми студијски албум симболичног назива 07. Пошто је њен задњи албум Љубав напунио врхове свих Топ листи, истим путем је кренуо и 07, када је, одмах по објављивању, пуштан по свим радио-станицама. Албум је припремала у лондонским музичким студијима.
Албум отвара пјесма „Краљ живота мога“, коју у дуету изводи са ромском дивом Љиљаном Петровић - Buttler. Материјал садржи још један дует, којег Нина изводи са Montellom Jordanom у пјесми „Не дам те ником“. Албум је стварала више од две године, а на њему су учествовали бројни велики музичари.

## Фестивали

### Дора, Опатија
- Остављам те, '93.
- Године нестварне, '94.
- Одлазиш заувијек, '95.
- Чаробно јутро, 2003.
- Небо, победничка песма / Евросонг - није се пласирала у финале, 2012.[1]

### Задар
- Ја сам влак (дует са Емилијом Кокић), '95.

### Сплит
- Ја за љубав нећу молити, '96.
- Још и сад, прва награда публике и победничка песма, '98.

### Хрватски радијски фестивал
- Буди ту, победничка песма, '97.
- Ти си мене (дует са Дином Мерлином), 2004.
- Краљ живота мог (дует са Љиљаном Петровић Батлер), победничка песма, 2008.
- Не могу ти рећи шта је туга (дует са Харијем Варешановићем), победничка песма, 2009.

### Загреб
- Не остављај ме, '99.

### Мелодије хрватског Јадрана, Сплит
- Помилуј јубав моју, трећа награда публике, 2001.
- Не дај ми да одем, трећа награда стручног жирија, 2002.

### Руњићеве вечери, Сплит
- Ништа нова, 2001.
- Ча је живот венго фантажија / Ако изгубим тебе, 2006.
- Кароца / Вагабундо (дует са Тедијем Спалатом), 2007.
- Ноктурно / Моја јубе (дует са Жаком Ходеком), 2008.
- Малинконија, признање Зденко Руњић, највећи допринос артикулацији Руњићевих песама, 2011.
- Збогом остај љубави / Ако је живот пјесма (дует са Мајом Сар), 2012.

### Мелодије Јадрана, Сплит
- Немој (дует са Петром Грашом, вече нових песама - Хит лета), 2023.
- Alive (Вече нових песама - Хит лета), 2025

### Спотови
| Спот                         | Година | Режисер                         |
| ---------------------------- | ------ | ------------------------------- |
| Наш божић                    | 1994   | —                               |
| Да ли икада                  | 1995   | —                               |
| Требам те                    | 1997   | —                               |
| Буди ту                      | 1997   | —                               |
| I`m So Excited               | 1997   | —                               |
| Ако одеш ти                  | 1997   | —                               |
| Ја за љубав нећу молити      | 1997   | —                               |
| Још и сад                    | 1999   | —                               |
| Такви као ти                 | 2003   | Suzana Ćurić                    |
| Моја љубав                   | 2003   | Suzana Ćurić                    |
| За добре и лоше дане         | 2003   | Denis Wolfart                   |
| Ти не знаш како је           | 2003   |                                 |
| Ти си мене                   | 2004   | Suzana Ćurić                    |
| Додири од стакла             | 2007   | Дарко Дриновац                  |
| Да се опет теби вратим       | 2007   | Дарко Дриновац                  |
| Имати па немати              | 2007   | Дарко Дриновац                  |
| Music                        | 2007   |                                 |
| Не могу ти речи шта је туга  | 2009   | —                               |
| Моје очи пуне љубави         | 2010   | Дарко Дриновац                  |
| Сањам да смо скупа ми        | 2012   | Дарко Дриновац                  |
| Небо                         | 2012   | Дарко Дриновац                  |
| Dan D                        | 2014   | Дарко Дриновац                  |
| Вјетрењаче                   | 2014   | Марко Совиљ                     |
| Више смо од пријатеља        | 2014   | Дарко Дриновац                  |
| Лозинка за рај               | 2015   | Дарко Дриновац                  |
| Дани и године                | 2016   | Дарко Дриновац                  |
| Љубав за тебе                | 2016   | Дарко Дриновац                  |
| Врати ме                     | 2017   | Дарио Радусин                   |
| Мијења се вријеме            | 2017   | Дарио Радусин                   |
| Рекао си                     | 2018   | Сандра Михаљевић, Игор Ивановић |
| Волим Те,Волим               | 2019   | Дарио Радусин                   |
| Ратујем с тугом              | 2020   | Дарко Дриновац                  |
| Ја још увијек имам исту жељу | 2021   | Дарко Дриновац                  |
| Памтим                       | 2021   | Дарио Радусин                   |
| Увијек ћу те вољети          | 2022   | Дарио Радусин                   |
| Немој                        | 2023   | Дарко Дриновац                  |
| #онокад                      | 2024   | Арнеј Мисирлић                  |